# Interepidemische periode
De interepidemische periode of tussenepidemietijd is de periode tussen twee epidemische uitbraken van een infectieziekte.
Ze kan wiskundig benaderd worden door deze formule:
{\displaystyle T\cong 2\pi {\sqrt {A\cdot K}}}
waarbij
- A = de gemiddelde infectieleeftijd
- K = de generatietijd van de infectie; latentietijd + infectietijd

## Voorbeeld
- A = gemiddeld krijgt iemand de mazelen op 5 jaar
- K = 2 weken incubatietijd = 2/52 jaar = 0.038

{\displaystyle T\cong 2\pi {\sqrt {5\cdot 0,038}}=2,7{\mbox{ jaar}}}
Er zullen dus bij benadering 2,7 jaar verstrijken tussen twee epidemiepieken (bij een niet-gevaccineerde bevolking).